# Nidovirales
Nidovirales es un orden de virus que infectan animales. Tienen un genoma de ARN monocatenario de sentido positivo, por lo que se incluyen en el Grupo IV de la Clasificación de Baltimore. Comprende la familia Coronaviridae y varias familias relacionadas.
Este orden contiene los virus de ARN con los genomas más grandes conocidos. El nidovirus de células secretoras planarias miembro de la familia Mononiviridae tiene el genoma más grande conocido de 41,1 kb entre los virus de ARN y su huésped son las planarias. El genoma del virus presenta la misma estructura que el ARNm eucariota. Por tanto, el virus puede utilizar algunas proteínas de la célula huésped durante la replicación y expresión genética que se produce en el citoplasma. A diferencia de muchos otros virus, el virión no contiene ninguna polimerasa puesto que su genoma puede leerse directamente cuando entra por primera vez en la célula huésped como si fuese ARNm.
En este grupo de virus, las proteínas estructurales se expresan separadamente de las no estructurales. Las proteínas estructurales se codifican en la región 3' del genoma y se expresan a partir de un conjunto ARNm subgenómico. Los virus codifican una proteasa principal y entre una y tres proteasas accesorias que están principalmente involucradas en la expresión de los genes replicasa. Estas proteasas también son responsables de la activación/desactivación de proteínas específicas en el instante correcto del ciclo vital del virus y así garantizar que la replicación se produce en el momento oportuno. Todavía hay un gran número de proteínas que han sido identificadas en los genomas de los nidovirales pero cuya función todavía se desconoce. 

## Taxonomía
Se han descrito los siguientes subordenes y familias:
- Abnidovirineae
  - Abyssoviridae
- Arnidovirineae
  - Arteriviridae
  - Cremegaviridae
  - Gresnaviridae
  - Olifoviridae
- Cornidovirineae
  - Coronaviridae
- Mesnidovirineae
  - Medioniviridae
  - Mesoniviridae
- Monidovirineae
  - Mononiviridae
- Nanidovirinae
  - Nanghoshaviridae
  - Nanhypoviridae
- Ronidovirineae
  - Euroniviridae
  - Roniviridae
- Tornidovirineae
  - Tobaniviridae